# Alina Pilhun-Machniewa
Alina Pilhun-Machniewa (biał. Аліна Пільгун-Махнева, ros. Алина Пильгун-Махнева; ur. 16 czerwca 1981 w Mińsku) – białoruska wioślarka.

## Osiągnięcia
- Mistrzostwa Świata – Eton 2006 – dwójka bez sternika – 10. miejsce[1].
- Mistrzostwa Świata – Monachium 2007 – czwórka podwójna – 11. miejsce[1].
- Mistrzostwa Europy – Poznań 2007 – czwórka podwójna – 6. miejsce[1].